# 16e cérémonie des British Independent Film Awards
La 16e cérémonie des British Independent Film Awards (BIFA), organisée par le jury du Festival de Raindance, a eu lieu le 8 décembre 2013, et a récompensé les films indépendants réalisés dans l'année,.
Les nominations ont été annoncées le 11 novembre 2013.

## Palmarès

### Meilleur film
- Metro Manila
  - Philomena
  - Le Géant égoïste (The Selfish Giant)
  - Les Poings contre les murs (Starred Up)
  - Un week-end à Paris (Le Week-end)

### Meilleur réalisateur
- Sean Ellis pour Metro Manila
  - Jon S. Baird pour Filth
  - Clio Barnard pour Le Géant égoïste (The Selfish Giant)
  - Jonathan Glazer pour Under the Skin
  - David MacKenzie pour Les Poings contre les murs (Starred Up)

### Meilleur acteur
- James McAvoy pour le rôle de Bruce Robertson dans Filth
  - Jim Broadbent pour le rôle de Nick Burrows dans Un week-end à Paris (Le Week-end)
  - Steve Coogan pour le rôle de Martin Sixsmith dans Philomena
  - Tom Hardy pour le rôle d'Ivan Locke dans Locke
  - Jack O'Connell pour le rôle d'Eric dans Les Poings contre les murs (Starred Up)

### Meilleure actrice
- Lindsay Duncan pour le rôle de Meg Burrows dans Un week-end à Paris (Le Week-end)
  - Judi Dench pour le rôle de Philomena Lee dans Philomena
  - Scarlett Johansson pour le rôle de Laura dans Under the Skin
  - Felicity Jones pour le rôle de Nelly Ternan dans The Invisible Woman
  - Saoirse Ronan pour le rôle de Daisy dans Maintenant c'est ma vie

### Meilleur acteur dans un second rôle
- Ben Mendelsohn pour le rôle de Neville dans Les Poings contre les murs (Starred Up)
  - John Arcilla pour le rôle d'Ong dans Metro Manila
  - Rupert Friend pour le rôle d'Oliver dans Les Poings contre les murs (Starred Up)
  - Jeff Goldblum pour le rôle de Morgan dans Un week-end à Paris (Le Week-end)
  - Eddie Marsan pour le rôle de Bladesey dans Filth

### Meilleure actrice dans un second rôle
- Imogen Poots pour le rôle de Debbie Raymond dans A Very Englishman (The Look of Love)
  - Siobhan Finneran pour le rôle de Mme Swift dans Le Géant égoïste (The Selfish Giant)
  - Shirley Henderson pour le rôle de Bunty dans Filth
  - Kristin Scott Thomas pour le rôle de Frances Ternan dans The Invisible Woman
  - Mia Wasikowska pour le rôle de Hannah dans The Double

### Meilleur espoir
- Chloe Pirrie – Shell
  - Harley Bird – Maintenant c'est ma vie
  - Conner Chapman et Shaun Thomas – Le Géant égoïste (The Selfish Giant)
  - Caity Lotz – The Machine
  - Jake Macapagal – Metro Manila

### Meilleur scénario
- Locke – Steven Knight
  - Le Géant égoïste (The Selfish Giant) –  Clio Barnard
  - Philomena – Steve Coogan et Jeff Pope
  - Les Poings contre les murs (Starred Up) – Jonathan Asser
  - Un week-end à Paris (Le Week-end) – Hanif Kureishi

### Meilleure production
- Metro Manila
  - English Revolution (A Field In England)
  - Filth
  - Le Géant égoïste (The Selfish Giant)
  - Les Poings contre les murs (Starred Up)

### Meilleur technicien
- Le Géant égoïste (The Selfish Giant) – Amy Hubbard (casting)
  - Locke – Justine Wright (montage)
  - Les Poings contre les murs (Starred Up) – Shaheen Baig (casting)
  - Under the Skin – Johnnie Burn (son)
  - Under the Skin – Mica Levi (musique)

### Meilleur documentaire
- Pussy Riot: A Punk Prayer
  - The Spirit of '45
  - The Stone Roses: Made of Stone
  - The Great Hip Hop Hoax
  - The Moo Man

### Meilleur court métrage britannique
- Z1
  - Dylan's Room
  - L'Assenza
  - Jonah
  - Dr. Easy

### Meilleur film indépendant international
- La Vie d'Adèle  France  Belgique  Espagne
  - Frances Ha  États-Unis
  - La grande bellezza  Italie  France
  - Blue Jasmine  États-Unis
  - Wadjda (وجدة)  Arabie saoudite  Allemagne

### Douglas HickoxAward
Meilleur premier film.
- Paul Wright – For Those in Peril
  - Charlie Cattrall – Titus
  - Tina Gharavi – I Am Nasrine
  - Jeremy Lovering – In Fear
  - Omid Nooshin – Last Passenger

### RaindanceAward
- The Machine
  - Sleeping Dogs
  - Titus
  - Everyone's Going to Die
  - The Patrol

### Richard Harris Award
- Julie Walters

### Variety Award
- Paul Greengrass

### Special Jury Prize
- Sixteen Films & Friends (aka Team Loach)